# Svobodné město
Svobodné město (německy Freistadt nebo Freie Stadt) je typ města, které je samosprávné, nezávislé na federálním uspořádání zbytku země, v jejímž politickém uspořádání jsou zakotvena.

## Historie

### Středověk
Tento status měla původně ta města, která se v průběhu 13. a 14. století, často ve vleklých bojích dokázala vymanit z moci církevní nadvlády. Měla k dispozici téměř všechna práva veřejné moci, jako výběr daní, vojenské bannum a obvykle také jurisdikci. Příklady takových měst jsou Kolín nad Rýnem, Mohuč (do roku 1462), Augsburg, Worms, Špýr, Štrasburk a Basilej.
Na rozdíl od svobodných říšských měst nebyla svobodná města povinna císaři svaté říše platid daně, ani povinnou věrnost a nesměla být říší zastavována. Mohly být vyzvány pouze k obraně města či ke účasti na křížových výpravách.
Královská svobodná města v Uhersku jsou města s právem na samosprávu, od roku 1405 se účastnila zemského sněmu privilegovaných měst. Příklady takových měst jsou Šoproň v Maďarsku, či Eisenstadt a Rust (dnes obě v Rakousku).

### Raný novověk
Vzhledem k tomu, že Svobodná města vytvořila skupinu spolu s císařskými městy na stálém říšském sněmu a v kolegiu měst na Říšském sněmu, byla sloučena pod zastřešujícím termínem Svobodná a říšská města.
Ta svobodná a říšská města, která vznikla mezi 14.–16. stoletím a připojila se ke Švýcarské konfederaci (Curych, Bern, Lucern, Freiburg, Solothurn, Basilej, Schaffhausen, podle mezinárodního práva suverénní od roku 1648), byly tzv. Stadtorte (městské lokality) v rámci Konfederace. Ty tvořily téměř nezávislé městské republiky, některé s rozsáhlými vlastními územími, z nichž v roce 1803 utvořiily dnešní kantony.
Ta svobodná města a říšská města Svaté říše římské, která v průběhu 18. století připadla Francii (např. Colmar 1648, Štrasburk 1681, srov. Liga deseti měst, ale také četné říšské obce v severním Alsasku) byly ve Francii označovány jako svobodná města. Ponechala si mnoho svých práv, ale byla začleněna do správy francouzské vlády (orgány francouzské provincie Alsasko, orgány ústřední vlády v Paříži).

### 19. století
Svobodná říšská města, která zůstala po konečném usnesení mimořádné říšské deputace v roce 1803, je třeba odlišit od těchto středověkých městských republik, z nichž ovšem města Augsburk a Norimberk byla již v roce 1805 respektive 1806 připojena k Bavorskému království.
V tylžské smlouvě Napoleon Bonaparte donutil Prusko, aby se, kromě mnoha dalších území, vzdalo Gdaňsku a okolí a Helského poloostrova, a tuto oblast prohlásil za svobodné město. Ve skutečnosti však byl Gdaňsk zcela závislý na Francii. Svobodná a hanzovní města Hamburk a Lübeck, která byla okupována Francouzi od roku 1806, a Svobodné hanzovní město Brémy byly v roce 1810 anektovány Francií, aby posílily kontinentální blokádu, dokud nebyly spolu s Frankfurtem nad Mohanem uznány jako svobodná města na Vídeňském kongresu v roce 1815. Jako suverénní městské státy podle mezinárodního práva vstoupily 8. června 1815 do Německé konfederace. Po Vídeňském kongresu se také Krakov stal svobodným městem, než byl v roce 1846 po neúspěšném krakovském povstání začleněn do rakouské Haliče.
V důsledku prusko-rakouské války připadlo Svobodné město Frankfurt v roce 1866 Prusku, zatímco Hamburk, Brémy a Lübeck se připojily k Severoněmecké konfederaci a v roce 1871 se jako federální státy staly součástí Německé říše. Na rozdíl od Lübecku, který se již v roce 1868 připojil k německé celní unii, zůstaly Brémy a Hamburk podle celního práva cizími zeměmi, dokud v roce 1888 nevytvořily vlastní bezcelní přístavní oblasti.

### 20. století

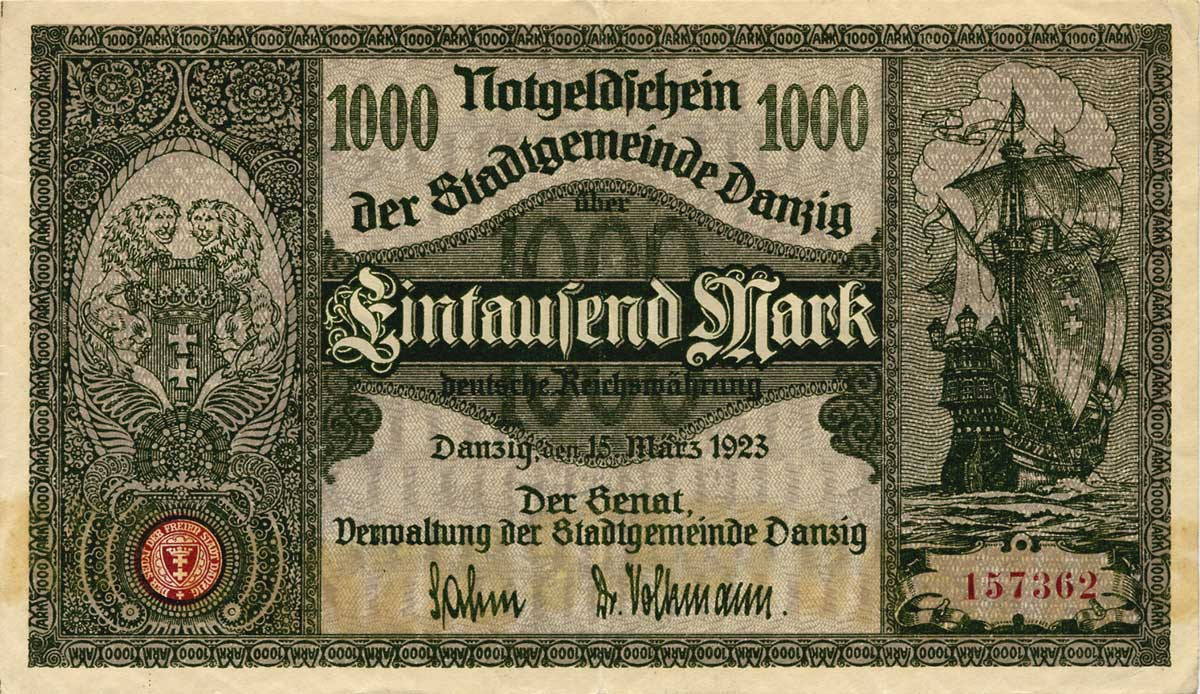
1000 marek ve Svobodném městě Gdaňsk, rok 1923

Když v roce 1933 národní socialisté sjednotili zemská práva, byly zemské parlamenty tří svobodných hanzovních měst Brémy, Hamburk a Lübeck zpočátku zbaveny svých pravomocí. Po jmenování říšských guvernérů (Reichsstatthalter) a zavedení „Zákona o přestavbě Říše“ („Gesetz über den Neuaufbau des Reichs“) v roce 1934 skončil federalismus v Německé říši a s ním i suverenita městských států. Lübeck byl se ztrátou všech exkláv začleněn do pruské provincie Šlesvicko-Holštýnsko v roce 1937 jako součást zákona o Velkém Hamburku, stejně jako další dvě svobodná města nyní nesl pouze titul Hanzovní město Lübeck (Hansestadt Lübeck).
Zvláštním případem je označení Svobodné město Gdaňsk, kdy bylo v letech 1920 až 1939 pod suverenitou Společnosti národů.
Po skončení války byly Svobodné hanzovní město Brémy a Svobodné a hanzovní město Hamburk znovu ustanoveny jako samostatné spolkové země Spolkové republiky Německo pod původními názvy. Také Hanzovní město Lübeck usilovalo o znovuzískání nezávislosti, kterou ztratilo v letech 1937/38. Žádost o uspořádání referenda o vytvoření státu Svobodné a hanzovní měst Lübeck, byla v roce 1956 zamítnuta.
Použití pojmu Svobodný stát (Freistadt) byl v minulosti použit také v širším kontextu, než čistě politicko-geografickém smyslu. Například 27. listopadu 1958 Sovětský svaz pod vedením Nikity Chruščova předal nótu západním mocnostem, takzvané Chruščovovo ultimátum (berlínská krize), aby přeměnily Západní Berlín na „(demilitarizované) Svobodné město Západní Berlín, nezávislé na Spolkové republice i na západních spojencích, což však tyto odmítly (Teorie tří států).
Také kodaňská čtvrť Christiánie je mj. nazývaná Svobodné město Christiania bez odpovídajícího historického pozadí.